# Сонозеро (станция)
Со́нозеро (карел. Suonnarvi) — станция (тип населённого пункта) в составе Воломского сельского поселения Муезерского района Республики Карелия Российской Федерации.

## География
Станция расположена на 201-м км перегона Суоярви I—Ледмозеро.

## Население
| 2002 | 2009 | 2010 | 2013 |
| ---- | ---- | ---- | ---- |
| 22   | ↗24  | ↘20  | ↘19  |

## Инфраструктура
Путевое хозяйство.

## Транспорт
Железнодорожная станция Сонозеро Петрозаводского отделения Октябрьской железной дороги.